# Francisco Cea Bermúdez
Francisco de Paula de Cea Bermúdez i Buzo (Màlaga, 28 d'octubre de 1779 - París, 6 de juliol de 1850) fou un polític i diplomàtic espanyol, comte de Colombi.

## Biografia
Després de dedicar-se al comerç amb notable èxit a Màlaga, el 1810 fou enviat per les Corts de Cadis com a diplomàtic a Rússia i va negociar el tractat d'Amistat, Aliança i Cooperació (Veliki Luki, 20 de juliol de 1812), pel qual el tsar Alexandre I, novament en guerra amb Napoleó, establia una aliança amb Espanya i reconeixia la Constitució de Cadis. Va tenir també una destacada actuació en la incorporació d'Espanya a la Santa Aliança (1816). Ambaixador a Constantinoble durant el Trienni Constitucional (1820-1823) i a Londres, el 1824 va substituir el comte de Ofalia com a Secretari d'Estat l'11 de juliol de 1824.
La seva gestió va ser fosca (de fet, Calomarde dominava el ministeri), però potser va influir en l'oposició als ultrarrealistes, el que segurament va ocasionar la seva caiguda (24 d'octubre de 1825), a favor del duc del Infantado. Va ser llavors enviat com ambaixador a Dresden (1825-1827) i Londres (1827-1832), i com a tal va bloquejar alguns intents dels liberals de desembarcar a la Península.
Després dels successos de La Granja d'agost-setembre del 1832, va ser cridat per Maria Cristina perquè formés govern i pogués neutralitzar els sectors absolutistes, col·laborant amb el moribund Ferran VII en la seva pugna amb l'infant Don Carles. Va ser nomenat novament Secretari d'Estat l'1 d'octubre de 1832, i va promulgar la Pragmàtica Sanció que anul·lava la Llei Sàlica i obria el camí al tron a la filla del rei, la futura Isabel II.
Va adoptar així mateix una sèrie de mesures:
- Va ordenar reobrir les universitats (que portaven dos anys tancades).
- Decretà una amnistia per als liberals (15 d'octubre de 1832), permetent el retorn d'uns 10.000 exiliats des del 1823. Quedaven exceptuats de la gràcia aquells que havien votat la destitució del Rei i els que s'havien alçat en armes contra la seva sobirania
- Reorganització dels quadres de comandament de l'exèrcit per eliminar a tots els carlins.
- Renovació dels ajuntaments.[2][3]

Confirmat en el seu càrrec per Maria Cristina a la mort del rei Ferran, Cea Bermúdez va publicar el Manifest del 4 d'octubre de 1833, que va fer subscriure a la Regent, que mostrava la seva intenció de mantenir la política anterior, alhora distanciada de carlins i liberals, i en emprendre reformes administratives, donant entrada en el govern a personalitats com Javier de Burgos i Zarco del Valle.
No obstant això la seva «tercera via» es va mostrar impracticable. Després del Manifest de Santarem, en què l'infant Carles Maria Isidre es proclamava rei d'Espanya, els absolutistes van optar per alçar-se en armes. Iniciat el Primera Guerra Carlina, d'altra banda, les ofertes de Cea no van aconseguir atreure els liberals, que insistien en modificacions constitucionals. Finalment, aquests, en la versió més moderada, van aconseguir el suport d'alguns cortesans (entre ells Miraflores), de capitans generals (Llauder, Quesada, Fernández de Córdova) i de les ambaixades francesa i britànica: Cea va ser substituït pel liberal moderat Francisco Martínez de la Rosa (15 de gener de 1834) com a President del Consell de Ministres.
Va emigrar a França, des d'on va ser un dels valedors de Maria Cristina durant la regència d'Espartero (1840-1843). Va morir a París en 1850.